# Ali Kushayb
Ali Muhammad Ali Abd-Al-Rahman, född 1957, även känd som Ali Kushayb var tidigare en av ledarna för Janjaweed, som stödde Sudans regering mot rebellgrupper i Darfur. Internationella brottmålsdomstolen (ICC) i Haag har utfärdat beslut om häktning av honom för misstanke om grova brott som våldtäkt, plundring och anstiftan till mord. 
Sedan Sudans regering först vägrat att ingripa, häktades han i Sudan men släpptes sedan för att ånyo bli häktad av regeringen. 
Han har dock inte utlämnats till ICC för de grova brott han är misstänkt för. 

I juli 2021 bekräftade domarna vid Internationella brottmålsdomstolen (ICC) åtalet mot Ali Kushayb. Ali Kushayb anklagas nu för brott mot mänskligheten och krigsförbrytelser för mord, förföljelse, tortyr, kränkningar av personlig värdighet, grym behandling, attacker mot civila, våldtäkt, tvångsöverföring av befolkning och plundring. Brott begått mellan augusti 2003 och mars 2004, under konflikten mellan regimen för Omar al-Bashir och rebellgrupper i Darfur.

## Fotnoter
1. ↑   ”Konflikten i Darfur: ”världens värsta humanitära katastrof”. regeringen. Arkiverad från originalet den 16 augusti 2007. https://web.archive.org/web/20070816234907/http://www.manskligarattigheter.gov.se/extra/pod/?id=78&module_instance=10&action=pod_show. Läst 26 januari 2009.
2. ↑   http://www.iclklamberg.com/Caselaw/Sudan/HarunandKushayb/PTCI/ICC-02-05-01-07-3-Corr_English.pdf
3. ↑  http://www.rnw.nl/internationaljustice/icc/Sudan/081014-kushayb.
4. ↑  ”Sudan detains militia leader wanted by ICC in preparation for trial” (på engelska). Sudan Tribune. Arkiverad från originalet den 15 januari 2009. https://web.archive.org/web/20090115213531/http://www.sudantribune.com/spip.php?article28905. Läst 26 januari 2009.
5. ↑  ”Stor oro inför ICC-beslut om åtal mot presidenten”. Arkiverad från originalet den 5 mars 2016. https://web.archive.org/web/20160305182003/http://www2.amnesty.se/andranyheter.nsf/(notiseraphem)/2FDFAD3E7D1DD140C12575440056750A?opendocument. Läst 26 januari 2009..